# Panitian
Panitian es un barrio rural que forma parte   del municipio filipino de segunda categoría de Quezón perteneciente a la provincia  de Paragua en Mimaro,  Región IV-B.
En 2007 Panitian contaba con  7.213 residentes.

## Geografía

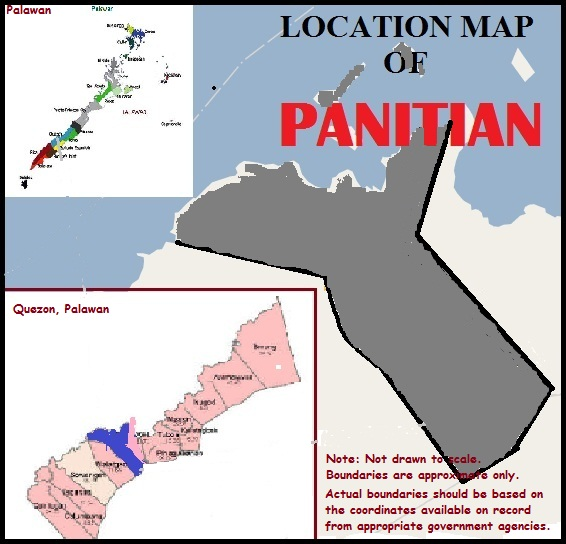
planimetría del barrio.

El municipio de Alfonso XIII (Quezón) se encuentra situado al sur de la parte continental de la isla de Paragua en su costa occidental al mar de la China Meridional. Linda al norte con el municipio de Aborlán, en ambas costas: al suroeste con el  Punta Baja (Rizal), en la costa oeste; al este con el de Sofronio Española y Narra;  y al suroeste con el de Punta de Brook  (Brooke's Point).
Este barrio, continetal se sitúa en la parte central del municipio en la costa oeste de la isla.
Panitian limita al oeste con el barrio de  Malatgao, al este con la población de  Alfonso XIII, al sur con el municipio de Sofronio Española, y en el norte por el Mar de la China Meridional.

### Demografía
El barrio  rural  de Panitian contaba  en mayo de 2010 con una población de 6.258 habitantes.
Comprende los sitios de Panitian, Odiong, Malatgao, Tagpisa, Candis y Napwaran.

## Patrimonio
En su punto más nororiental se encuentran las Cuevas de Tabon (en tagalo: Kuwebang Tabon)  considerado cronológicamente Cuna de la Civilización de Filipinas por el hallazgo del conocido como hombre de Tabón.

## Historia
Formaba parte de la provincia española de  Calamianes, una de las 35 del archipiélago Filipino, en la parte llamada de Visayas. Pertenecía a la audiencia territorial  y Capitanía General de Filipinas, y en lo espiritual a la diócesis de Cebú.
En 1858 la provincia  fue dividida en dos provincias: Castilla,  Asturias y la isla de Balábac. Este barrio pasa a formar parte de la provincia de Asturias, formada por un único municipio, Puerto Princesa, del que formaba parte el sitio de  Alfonso XIII. En 1910 se segrega  Aborlán.
En 1957, los Sitios de Aramayguán (Aramaywan), Isugod, Tabón, Saguangán (Sowangan), Calumpang, Campong Ulay, Ransang, Conduaga (Candawaga), Culasián, Panalingaán,  Taburi,  Latud y de  Canipán (Canipaan)  se convirtieron en barrios.
El 14 de abril de 1983 se crea el municipio  de Marcos, formado por los barrios de  Campong Ulay, Ransang, Conduaga (Candawaga), Culasián, Panalingaán,  Taburi,  Latud y de  Canipán (Canipaan).
En 1987 cambia su nombre por el de  Rizal en honor de José Rizal.
Este barrio fue segregado de la Población el 21 de junio de 1959.
Establecido por inmigrantes  del norte de Zambales en 1956, los Sitios de Panitian, Odiong, Malatgao, Tagpisa, Candis y Napwaran en el municipio de Quezon, Provincia de Palawan, se constituyen en un barrio distinto e independiente de dicho municipio que se conoce como el barrio de Panitian.